# Bottlik Zsolt
Bottlik Zsolt (Budapest, 1966. december 26. –) magyar földrajztudós, habilitált egyetemi docens.

## Életpályája
1995-ben végzett az Eötvös Loránd Tudományegyetemen; középiskolai földrajz tanár végzettséget szerzett. 2001-ben PhD fokozatot szerzett az Eötvös Loránd Tudományegyetemen. 2004 óta az Eötvös Loránd Tudományegyetem oktatója. 2012-ben habilitált az Eötvös Loránd Tudományegyetemen.

### Munkássága
Kutatási területe az etnikai földrajz és a köztes-európai, valamint a posztszovjet térség regionális különbségei, társadalmi problémái mögött húzódó etnikai konfliktusok története és hatásai. Több éves külföldi kutatói tapasztalattal is rendelkezik, vendég kutató volt többek között Bécs, München, Lipcse és Regensburg tudományos intézeteiben és egyetemein.

## Művei
- Etnikai térfolyamatok a Kárpát-medence határainkon túli régióiban (1989-2002) (társszerző; 2006)
- A moldáv identitás rétegei (társszerző; 2018)

## Díjai
- Pro Geographia oklevél (2017)[5]